# Ernst Abbe
Ernst Karl Abbe (Eisenach, 23 gennaio 1840 – Jena, 14 gennaio 1905) è stato un ottico, fisico, astronomo e imprenditore tedesco.

## Biografia
Nato in una famiglia di umili origini, dal 1865 al 1896 fu professore di fisica all'Università di Jena e, dal 1878, fu anche direttore dell'osservatorio astronomico omonimo della città tedesca.
Dal 1869 al 1870 supportò Frege nei suoi studi all'Università di Jena.
Gli studi di Abbe, rivolti prevalentemente all'ottica, gli fecero conoscere nel 1866 Carl Zeiss, a cui si associò nel 1875, assumendo la dirigenza della società di vetri ottici (sia per filtri sia per lenti) alla morte di quest'ultimo.
Una volta rimasto di fatto l'unico padrone della società, decise di rivoluzionarne la struttura organizzativa trasformandola in una cooperativa, che aveva tra i suoi membri, oltre che ai lavoratori, anche enti locali della zona e l'università di Jena.
Si devono a lui molti progressi nell'ottica strumentale. Importanti i diversi vari dispositivi dal lui inventati che perfezionarono l'uso del microscopio, fra gli altri, il condensatore di Abbe e il prisma di Abbe, quest'ultimo adoperato come camera chiara. Si dedicò al perfezionamento delle lenti e degli apparecchi ottici (come l'oculare ortoscopico).
Fu inventore di un rifrattometro che porta il suo nome (rifrattometro di Abbe).
A lui si deve anche la scoperta della variabile casuale Chi Quadrato (χ²)
analizzando la sommatoria di variabili casuali normali standardizzate e indipendenti, che produce una nuova variabile casuale, la χ² appunto.
Nonostante il successo professionale ed economico, Abbe non dimenticò le sue origini e si fece promotore di numerose iniziative a favore degli strati più poveri della popolazione.

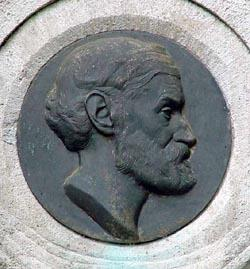
Bassorilievo sulla pietra tombale

## Riconoscimenti
Gli è stato dedicato un asteroide, 5224 Abbe e lo stadio della città di Jena, l'Ernst-Abbe-Sportfeld.